# Катастих Пећке патријаршије
Катастих може имати следећа значења: попис, списак или инвентар.

## Катастих Пећке патријаршије
Назив списа је „Свети катастиг монастира светие и великие цркве пећке патријаршије “.
Спис је за оне који се баве историјом српског народа под Отоманском окупацијом (нарочито у Банату) од велике важности. Представља посебан облик књиге, y којој је бележено шта је ко предао, било да се ради о насељима или појединциама, по обавези, дужности или доброј вољи пећкој патријаршији.
Бележење је вршено на примитиван начин. Иако је пећка патријаршија била обновљена већ цео век, из овога списа се не види да су за ову сврху постојале уређене књиге, у које се заводило оно што је примано. Није познато да ли је за сваку област вођена посебна књига, и да ли је бележење вршено увек на овај начин, јер је ово једини примерак списа овакве врсте из пећке патријаршије.

## Опис Катастиха
Овај рукопис сада се налази у Народној библиотеци (под бр. 396). Рукопис је добио 1877. из пећске патријаршије митрополит Михајло и дао га Народној библиотеци. Има 46 врло уских листова (10×30 cm.). Рукопис су писале две руке, али измешано; једна, прилично неисписана, претеже у првом путовању, друга, знатно вештија и лепша, претеже у другом путовању. Рукопис је од времена у приличној мери оштећен. Оштећена места обележена су у тачкицама, а допуне угластим заградама.
У наслову катастих има једна ствар која би нас можда могла бунити. Ту се каже како су патријархови пуномоћници, који су кренули на овај посао, кренули на пут „на Влашку“. Име „влашки“ т. ј. Банат и Бачку обухваћено српско становништво у крају источно од Тисе. Тај крај зван је и доцније Влашка. Ово је име остало и доцније у пословици „обишао и Влашку и Бачку“ т. ј. Банат и Бачку.
Ови, који су вршили примања за рачун пећске патријаршије прешли су први пут Дунав 20 децембра 1660.год, код Нове Паланке а са скупљањем почели су у Црвеној Цркви. Други пут кренули су 1666.год. из Шашковаца (данас село на Косову, припада општини јањевској, срез грачанички) 5 новембра а 24 прешли код Храма (Рама) Дунав. И другог пута почели су своју дужност са Црвеном Црквом. Иако се оба списа односе на исти крај ипак између њих постоји знатна разлика у вредности. За нас је знатно веће вредности прво бележење из 1660.год, не зато што је старије — разлика је у годинама незнатна — него што је приликом првог бележења забележен знатно већи број насеља. 
Први пут је обављен у 83 конака а забележена су давања од 168 насеља и 3 манастира. Од 168 насеља било је 159 села а 9 су била паланке или вароши: Бечеј код Врањева, Бечеј код Фења, Бечкерек, Вршац, Дента, Ковин, Нова Паланка, Рудна, Темишвар. Од манастира су забележени: Кусић, Месић и Шенђурађ.
Други пут је обављен у 49 конака а забележено је у свему 103 насеља од којих су 93 забележена као села а остала, горенаведена, већа насеља, различито. Тако је Арад забележен као „махала“, Дента као „село“, Вршац као „место“, Бечкерек и Бешеново као „варош“, Рудна као „паланка“, Темишвар као „град“ а Липова као „богохраними град“; Бечеј на Тиси, Бечеј код Бешенова и Ковин нису забележени. Од манастира забележени су Дреновац, Кусић, Месић, Партош, Средички, Ходош.
Посао су отправљали, изгледа, овако. Обично би отсели код каквог угледнијег сељака, занатлије (Иље), ретко кад код попа (Деветак, Рудна, Црвена Црква) или код кнеза (Оросин, Павлиш, Уљма). Онај, код кога су одсели, забележен је у списку као домаћин. Каткада су и две особе забележене као домаћин (Идварнак, Секић, 
Ченеј). Колико су се задржавали у појединим местима, није нам познато јер нису бележили. Изгледа да су се свуда бавили по један дан јер Дунав су прешли 24 новембра а у Темишвару, где су провели Божић, био им је 28 конак. У Темишвару су се бавили 10 дана — то су забележили — ваљда стога што је био Божић.
При скупљању се поступало овако. Од сваког су села добијали „на благослов“ или „милостињу“ (Берчул), обично у новцу. Свота се кретала од неколико стотина до неколико хиљада аспри, или је давано и у другим новцима. Ову своту донели би или сами сељаци, или кнез и један, два, па и више угледнијих сељака. Тако су нарочито поступали сељаци из околних села. Ретко када би овај сеоски дар донео само поп (Галад, Избиште, Уздин) или кнез (Дента, Иратош, Оросин) и нико више. У катастиху се често спомиње „придоше нам кметови и принесоше (даше) от села“ то и то. Каткада је направљена и по нека примедба. Тако је код села Бућина забележено како осим попа „други нитко не дође“. Код Иванде забележено је за некога Николу Попова како није дошао, ваљда обећао да ће доћи, па није дошао. Код села Пакаса је забележено како „поп Јован обешча прићи“. А код села Парца забележено је како је Веља Дунђер „псов(а) попа“. Каткада су скупљачи били нарочито задовољни са приносом од села те су, поред забелешке о приносу, забележили: „Бог да прости“! (Вашад, Владимировци, Загајица).
Поред овога што је давало село или место као целина давали су и појединци, мушке и женске особе. Давали су колико су хтели или могли а за разне сврхе, за помен, молитву, благослов, литургију, опрост, обшти лист (читуљу) (Дента, Долац), сарандар (Градна Улица), мртвима и живима. Поред тога давано је у име дома, куће, „домаћин са домом“ (В. Николинци) или „домаћин са синови“ (Избиште). Даване су разноврсне ствари. Давала се нарочито стока али претежно крупног зуба: вола („добра“) двогодца, (Сен Маргита), „вола великог“ (Сен Ђурађ), коња, ждрепца „трећака“, (В. Кевериш), „трећака зелена“ (Дињаш). Ређе је давана стока ситног зуба: овнови („четвртак“, М. Баваниште), овце, шиљеже (Кусић) или јунац „двогодац“ (Долац), „трећак“ (В. Кевериш), шкопац (Берчул). Приноси су давани и у новцу, у аспрама, грошевима, арсланима, „жутицама“, (Вршац, Темишвар, Ходош, Телек), „золотама“ (Сен Маргита). А давано је и у другим производима. Тако је као принос забележен восак, „оку воска“.